# Hekouxiang

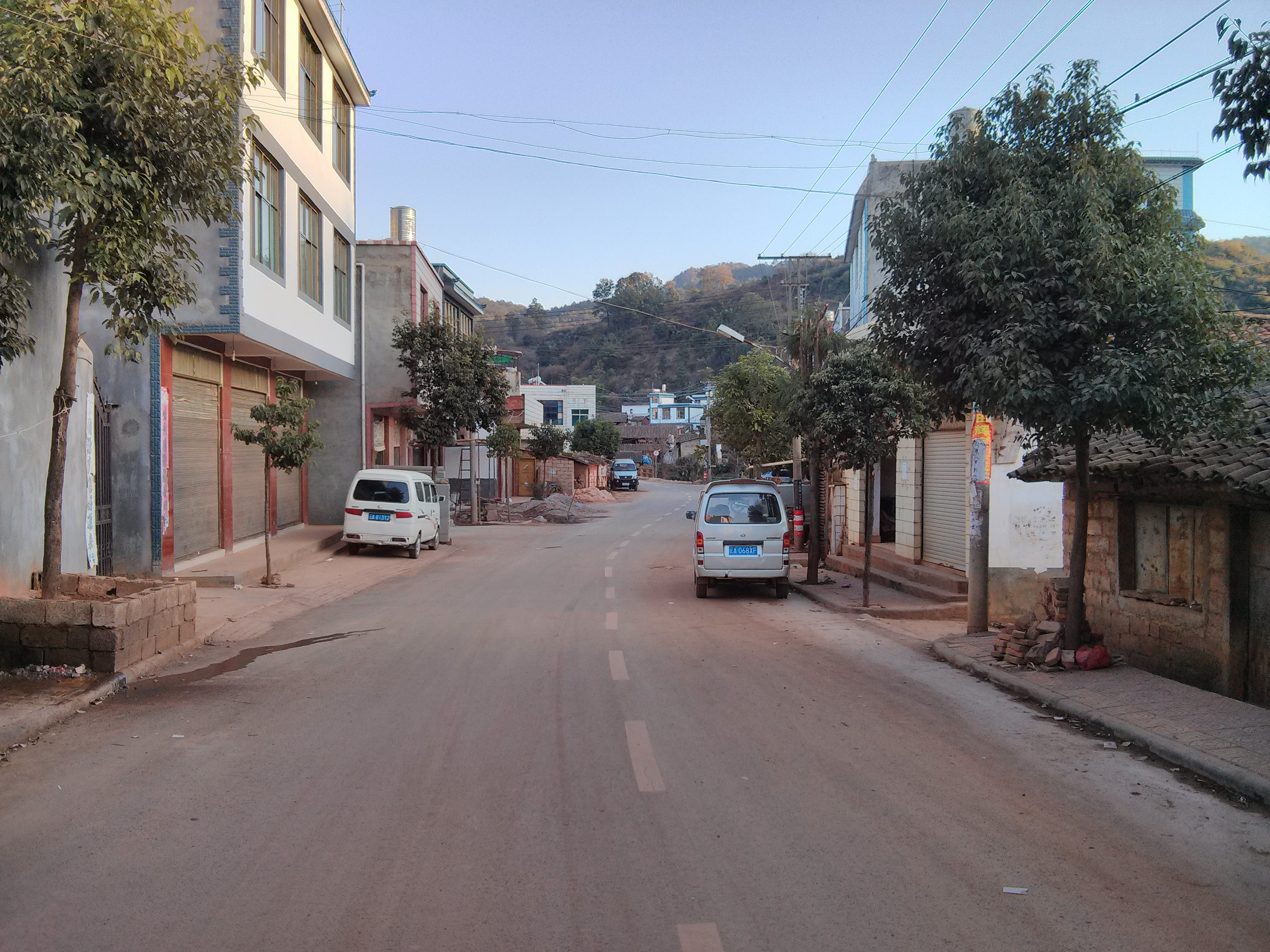
Rue principale du village de Hekouxiang

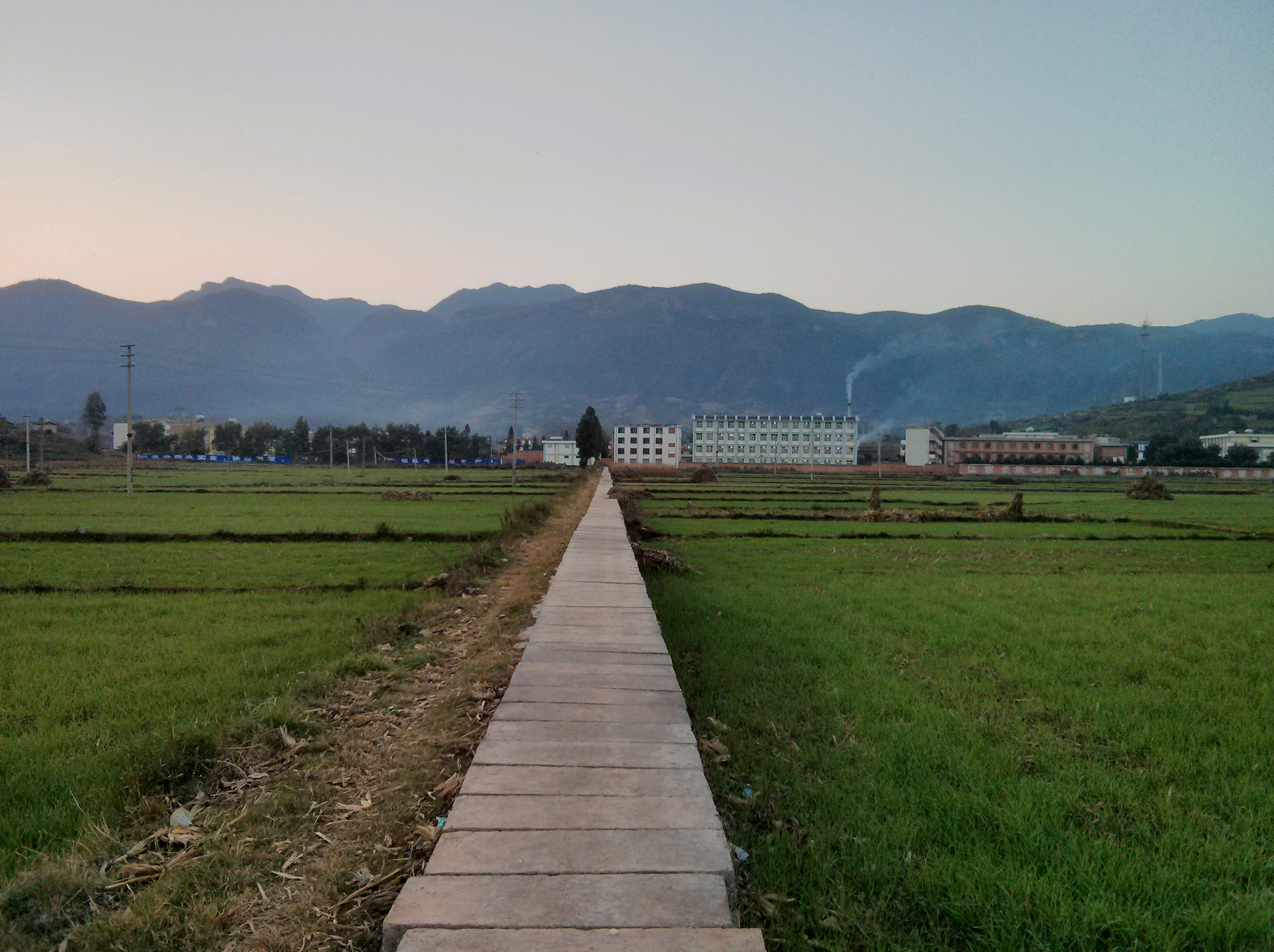
Champs dans le village de Hekouxiang

Hekouxiang (河口乡 ; pinyin Hékǒuxiāng) est un village au xian autonome hui et yi de Xundian dans la province du Yunnan en Chine.